# Brønnøy
65°27′50″N 12°11′53″Ø / 65.46389°N 12.19806°Ø
Brønnøy er en bykommune på Helgeland i Nordland fylke i Norge. Den grænser i nord til Vega og Vevelstad, i øst til Vefsn og Grane, og i syd til Bindal og Sømna. Kommunecenteret er byen Brønnøysund. Et andet center er Hommelstø i Velfjorden.
Kommunen har gode kommunikationer med moderne flyveplads (Brønnøysund Lufthavn, Brønnøy) og daglige anløb af Hurtigruten. Tosenvegen sikrer færgefri vejforbindelse til Europavej 6. Kystrigsvejen passerer gennem kommunen.

## Geografi
Brønnøy har en rig og varieret natur, fra øriget i vest via frodige bygder til højfjeldet i øst. I sydvest ligger det berømte fjeld Torghatten som er kommunens mest kendte landemærke. Verdens nordligste naturligt forekommende lindeskov vokser i Brønnøy, og det er boreal regnskov i Grønlidalen naturreservat.
- Eidevatnet

## Historie
Brønnøy fik sin nuværende størrelse i 1977, da Sømna blev skilt ud som selvstændig kommune.

## Personer fra Brønnøy
- Hans Rosing († 1699), biskop over Akershus stiftamt
- Kyrre Grepp († 1922), politiker, formand i Arbeiderpartiet[1][2]
- Harald Warholm († 1967), politiker, stortingsmand
- Skule Storheill († 1992), søofficer og viceadmiral[3][4]
- Harald Øveraas † 2014), leder af Norsk Arbeidsmandsforbund
- Dag Skogheim († 2015), forfatter og kulturarbejder
- Åshild Hauan, politiker, stortingsrepræsentant, fylkesmand († 2017)
- Eirin Sund (1967-), politiker, stortingsrepræsentant